# Off (journalisme)
Pour les articles homonymes, voir off.
Le « off » en journalisme, désigne un terme de discussions informelles entre les journalistes et les responsables politiques, dont la teneur n'est pas censée être reproduite.

## Description
Venu du terme anglais « off the record », le off a beaucoup été utilisé sous la présidence de John Fitzgerald Kennedy avec des journalistes, pour expliquer les situations diplomatiques compliquées avec Cuba, notamment la crise des missiles.
Par extension, le faux off a pour objectif de « diffuser aussi discrètement que rapidement une information soi-disant sulfureuse et pas toujours exacte ».